# Introducción al Cristianismo
Introducción al Cristianismo (Einführung in das Christentum, título original en alemán),  libro escrito por el teólogo alemán Joseph Ratzinger (llamado Benedicto XVI luego de su elección como papa) en el año 1968, basado en charlas realizadas por él en la Universidad de Tubinga el año 1967.  El libro se enfoca en la explicación de la fe cristiana, para lo cual se basa en la estructura del Credo de los Apóstoles.